# Triarius pini
Triarius pini är en skalbaggsart som först beskrevs av Schaeffer 1906.  Triarius pini ingår i släktet Triarius och familjen bladbaggar. Inga underarter finns listade i Catalogue of Life.